# Segona sèrie del Cambrià
| ⇦ CAMBRIÀ ⇨ |              |                |             |                                                                        |
| Període     | Sèrie        | Estatge        | Edat (Ma)   | EGL                                                                    |
| Cambrià     | Furongià     | Desè estatge   | ~ 489,5     | Estratotip Global de Límit encara per definir                          |
| Cambrià     | Furongià     | Jiangshanià    | ~ 494       | Estratotip Global de Límit: Secció B de Duibian (Zhejiang, Xina)       |
| Cambrià     | Furongià     | Paibià         | ~ 497       | Estratotip Global de Límit: Secció de Paibi (Hunan, Xina)              |
| Cambrià     | Miaolingià   | Guzhanguià     | ~ 500,5     | Estratotip Global de Límit: Secció de Luoyixi (Hunan, Xina)            |
| Cambrià     | Miaolingià   | Drumià         | ~ 504,5     | Estratotip Global de Límit: Esquistos de Wheeler (Utah, Estats Units)  |
| Cambrià     | Miaolingià   | Wuliuà         | ~ 509       | Estratotip Global de Límit: Secció de Wuliu-Zengjiayan (Guizhou, Xina) |
| Cambrià     | Segona sèrie | Quart estatge  | ~ 514       | Estratotip Global de Límit encara per definir                          |
| Cambrià     | Segona sèrie | Tercer estatge | ~ 521       | Estratotip Global de Límit encara per definir                          |
| Cambrià     | Terranovià   | Segon estatge  | ~ 529       | Estratotip Global de Límit encara per definir                          |
| Cambrià     | Terranovià   | Fortunià       | 541,0 ± 1,0 | Estratotip Global de Límit: Secció de Fortune Head (Terranova, Canadà) |

|-
La segona sèrie del Cambrià és la segona sèrie del període Cambrià, que encara no ha estat anomenada formalment. Comprèn el temps entre fa ~ 521 milions d'anys i fa ~ 509 milions d'anys. Segueix el Terranovià i precedeix el Miaolingià. S'ha proposat com a límit inferior d'aquesta sèrie la primera aparició dels trilobits, que es calcula que tingué lloc fa uns ~ 521 milions d'anys. El seu límit superior és marcat per la primera gran extinció de l'era del Fanerozoic. Es creu que els canvis en la química dels oceans i els medis marins en foren la causa més probable.